# Euxoa geghardica
Euxoa geghardica är en fjärilsart som beskrevs av Zoltan Varga 1979. Euxoa geghardica ingår i släktet Euxoa och familjen nattflyn. Inga underarter finns listade i Catalogue of Life.